# Баев, Владимир Степанович
Владимир Степанович Баев (1924—2018) — советский и киргизский спортсмен и тренер по фехтованию, функционер, один из основателей фехтования в Кыргызстане. Заслуженный работник культуры Киргизской ССР, 13-кратный чемпион Киргизии по фехтованию, почётный гражданин Бишкека.

## Биография
Владимир Баев родился 12 августа 1924 года в Павловске (Алтайский край).
Участвовал в Великой Отечественной войне, был гвардии сержантом фронтовой разведки, награждён орденом Отечественной войны II степени. В марте 1945 года часть Баева передислоцировали из Германии на Дальний Восток. Там на одном из учений Баев получил ранение в ногу, из-за чего месяц провёл в госпитале. Незадолго до выздоровления Баеву пришёл приказ командира роты выступить на Спартакиаде дивизии по лёгкой атлетике через месяц. Баев сумел набрать форму и в эстафете 4х100 метров завоевал золотую медаль. После этого его назначили командиром спортроты. Позже Баев начал заниматься фехтованием. В армии он регулярно участвовал в турнирах по штыковым боям, но, когда их запретили, стал осваивать шпагу.
Демобилизовавшись, Баев поступил в Ленинградский институт физической культуры и спорта имени Лесгафта и после окончания попал по распределению в город Фрунзе. Позже он попросил перевести его в Джалал-Абадскую область, где спорт был развит хуже. На третий день после прибытия в Джалал-Абад Баев предложил местному руководству построить стадион. Он был назначен председателем городского спорткомитета, вёл несколько секций по фехтованию и сам участвовал в турнирах. Затем в течение нескольких лет Баев руководил сборной Киргизской ССР по фехтованию. Подготовил четырёх чемпионов мира.
В конце 60-х годов Баев был переведён в республиканский спорткомитет. По поручению председателя комитета Долена Омурзакова он вместе с коллегами разработал программу развития физкультуры и спорта в Киргизской ССР на 1965—1970 годы. В конце 70-х годов Баев открыто выступил против планов партийного руководства республики снести городской стадион и построить на его месте Дом правительства. В итоге вместо старого стадиона был построен Дворец спорта.
По инициативе Баева Фрунзенский горсовет вынес решение не принимать в эксплуатацию жилые здания без организации рядом с ними спортивных площадок. Также во Фрунзе начал проводиться легкоатлетический турнир памяти Якова Логвиненко. Баев добился проведения в Киргизской ССР Всесоюзного турнира по фехтованию «Жемчужина Ала-Тоо».
В 1985 году Баев вышел на пенсию. Умер в начале марта 2018 года. Через два года в Бишкеке прошёл турнир памяти Баева.